# Дикси, Томас Френсис
Томас Френсис Дикси (13 декабря 1819, Лондон — 6 ноября 1895, Лондон) — английский художник-портретист, жанрист, исторический живописец.

## Биография
Получил образование в Лондонской академии художеств под руководством Г. Бриггса. Выставлялся в Королевской академии художеств с 1841 года до смерти в 1895 году.
Кроме портретов, писал идеализированные фигуры и сцены из сочинений Шекспира и других литературных произведений, отличаясь в них, как и в портретах, большой опрятностью исполнения и выразительностью. Наиболее известные из его картин — «Офелия», «Беатриче» (из Много шума из ничего, «Сцена в саду» (из «Ромео и Джульетты»), «Клеопатра», «Жанна д’Арк», «Отелло и Дездемона», «Любовное письмо Валентина» (из «Двух веронских дворян»), «Ахав и Иезавель» и «Корделия».
Отец художников Фрэнка, Герберта и Маргарет, которых учил рисованию с самого раннего возраста.

## Gallery

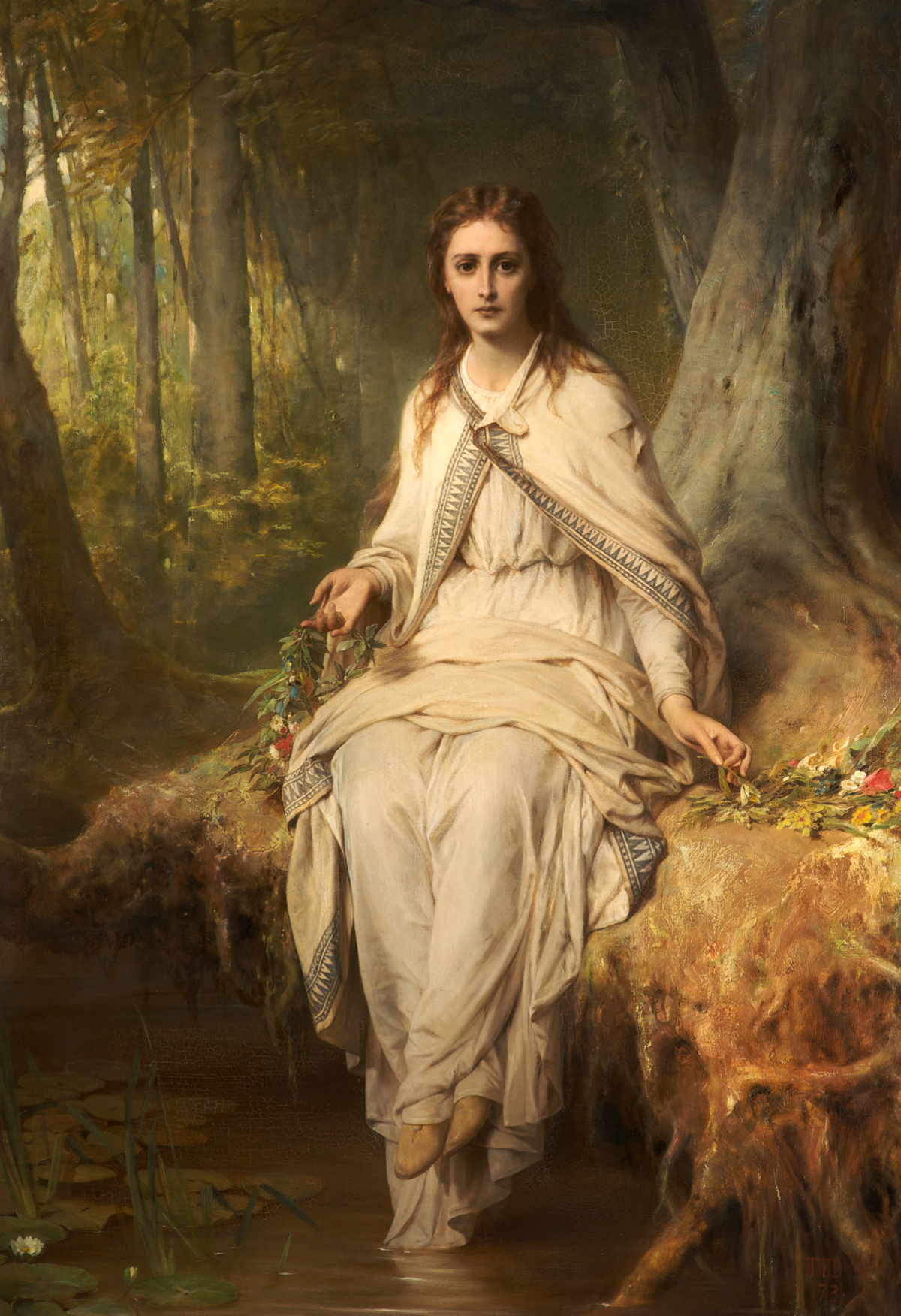
Офелия 1873, Музей Рочдейла
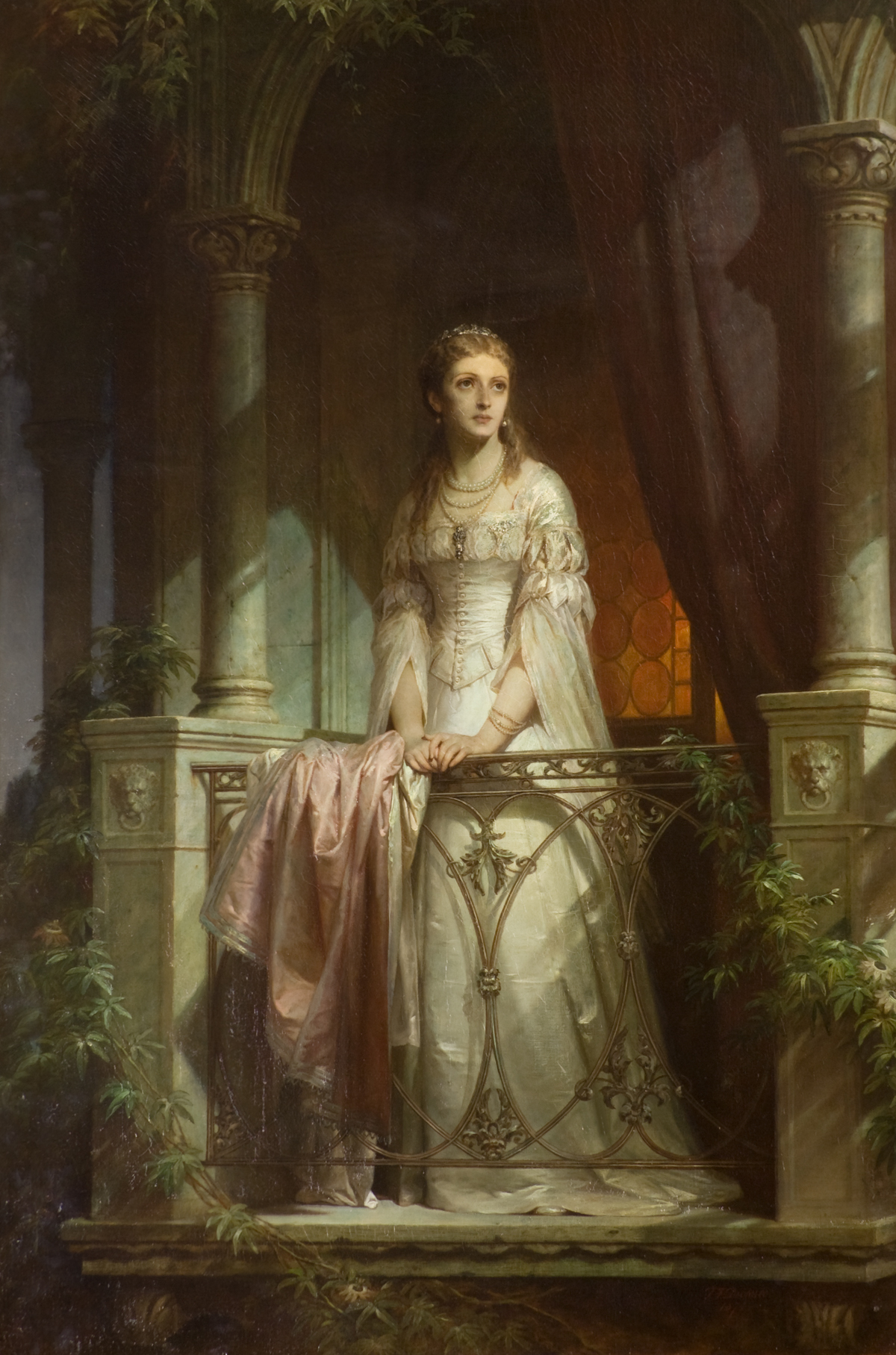
Джульетта на балконе 1875, Галерея Макмануса, Данди, Шотландия
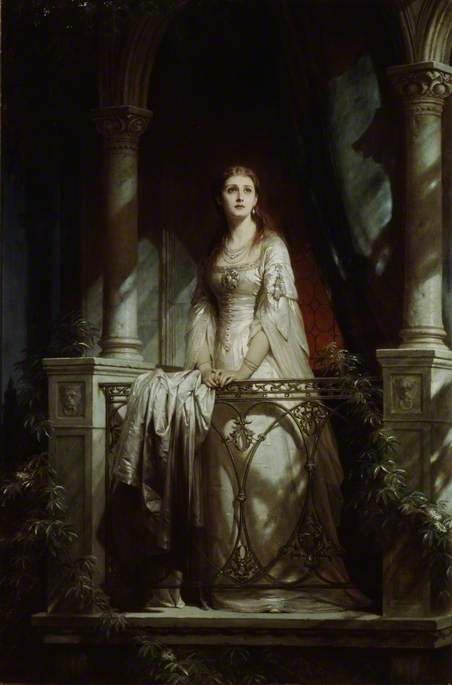
Джульетта 1877, Музей Сандерленда
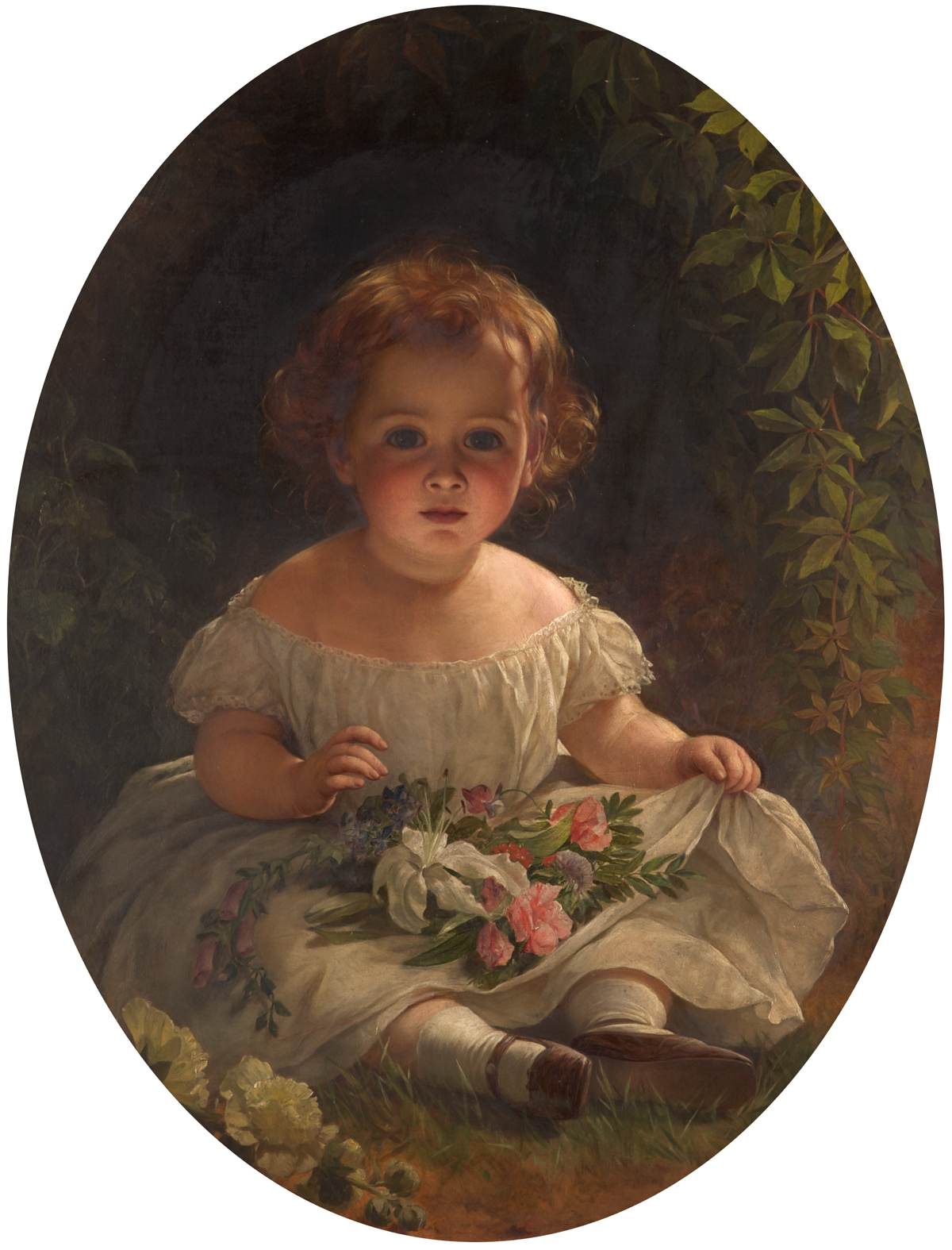
Маленькая цветочница, Галерея Олдхэм, Манчестер
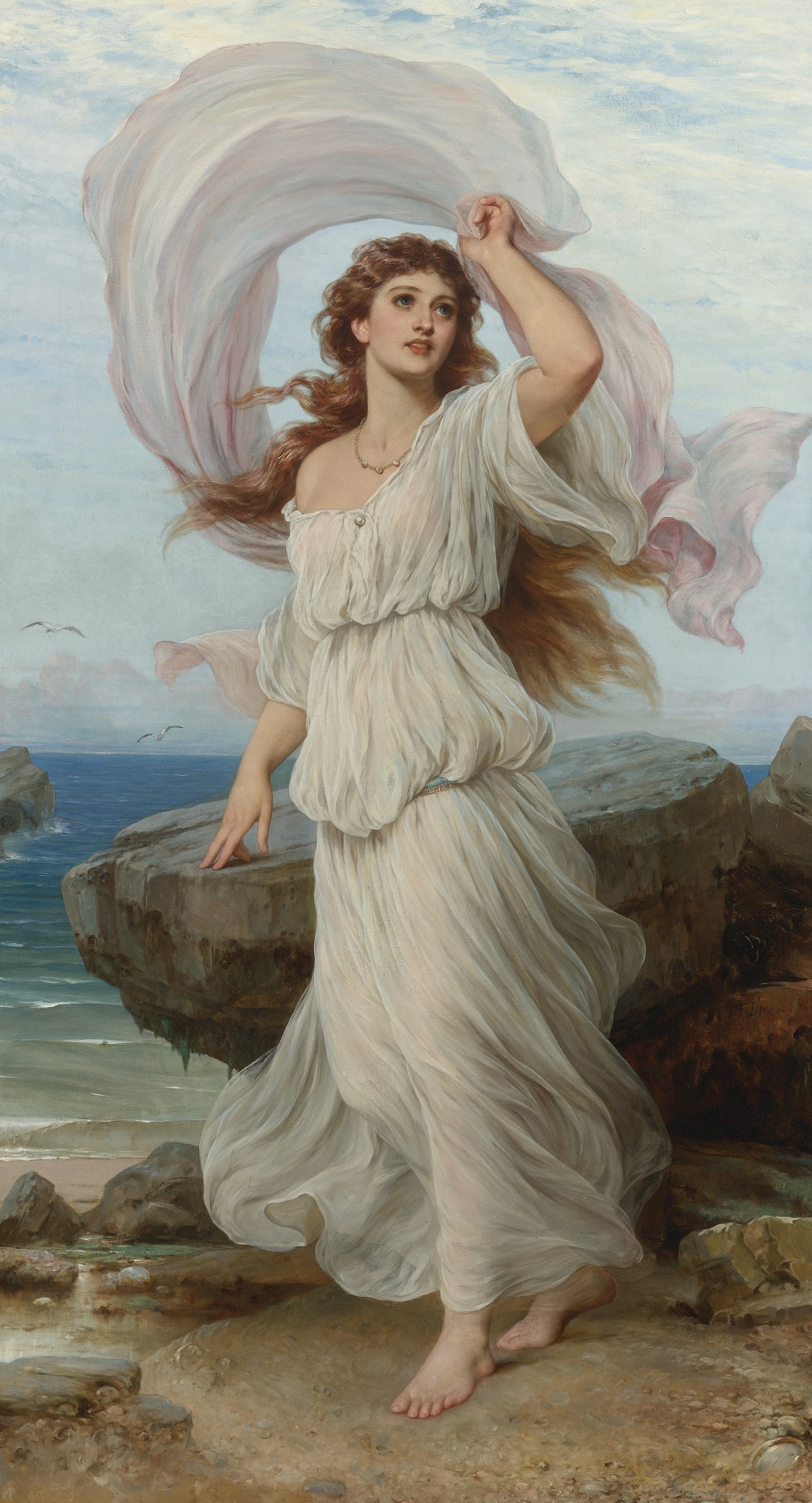
Миранда1895
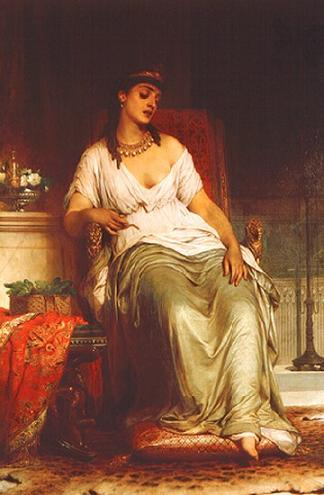
Клеопатра,1876
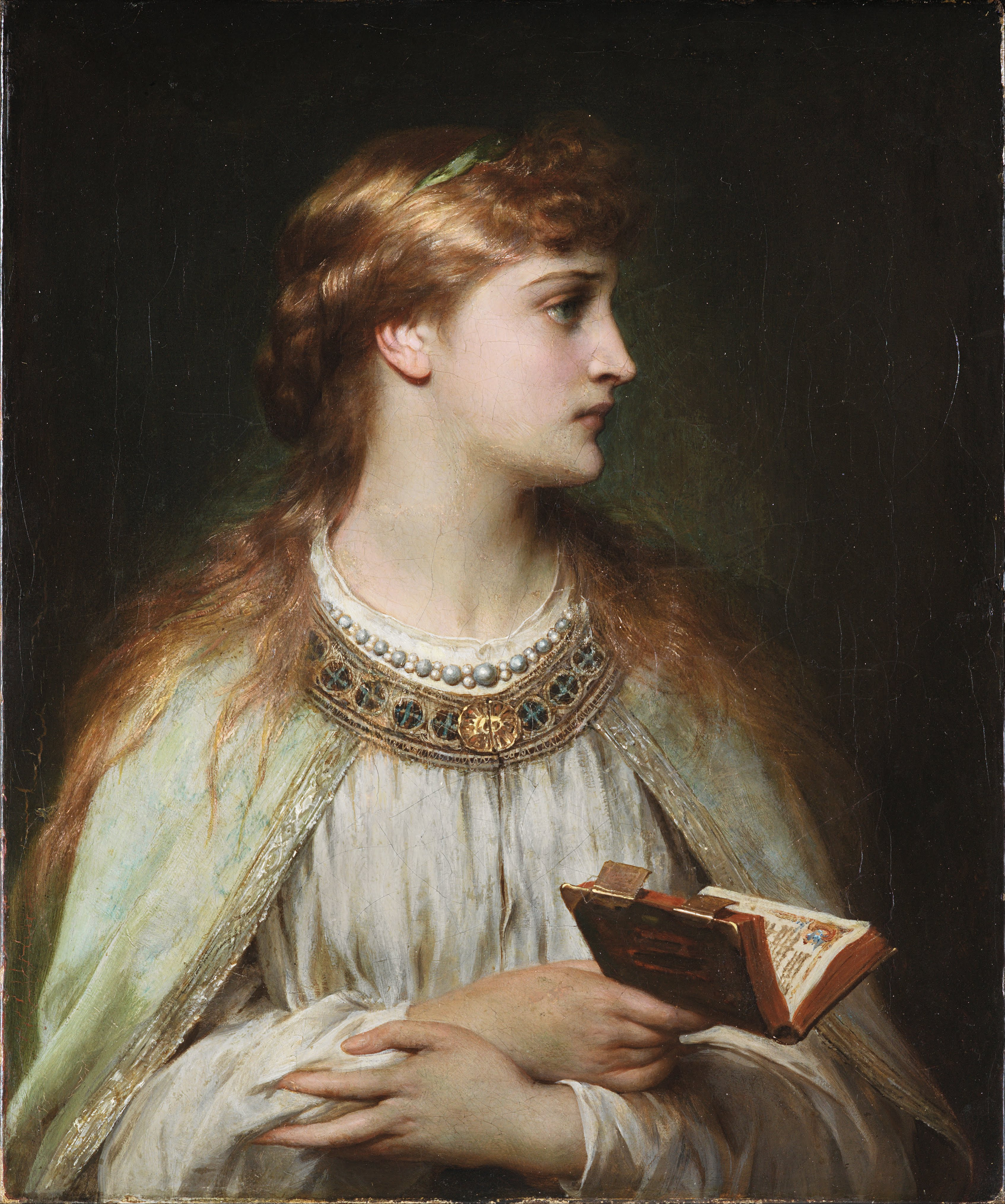
Офелия,1864, Музей изобразительных искусств Бильбао, Испания
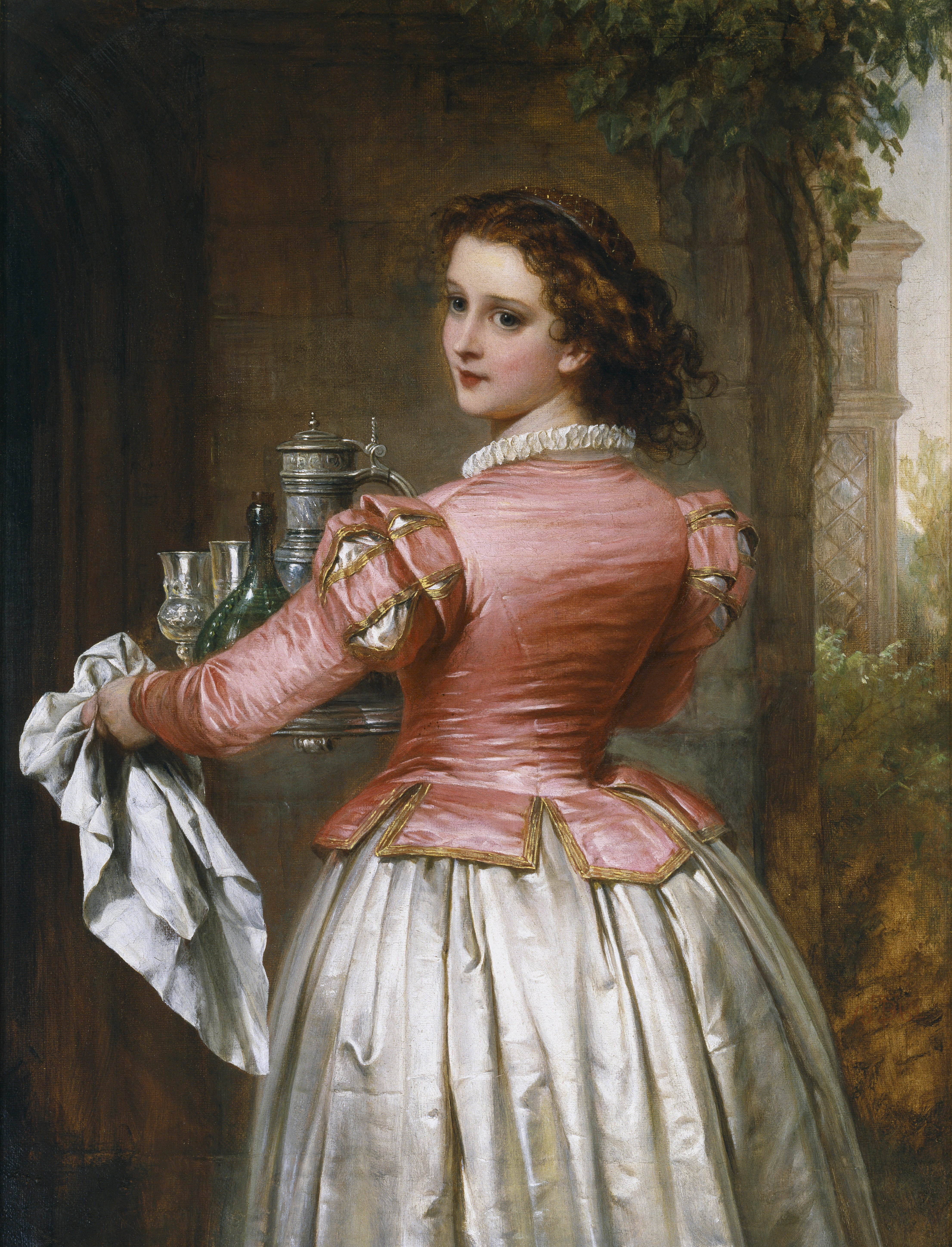
Энн Пейдж, 1862, Шекспировская библиотека Фолджера, Вашингтон, США
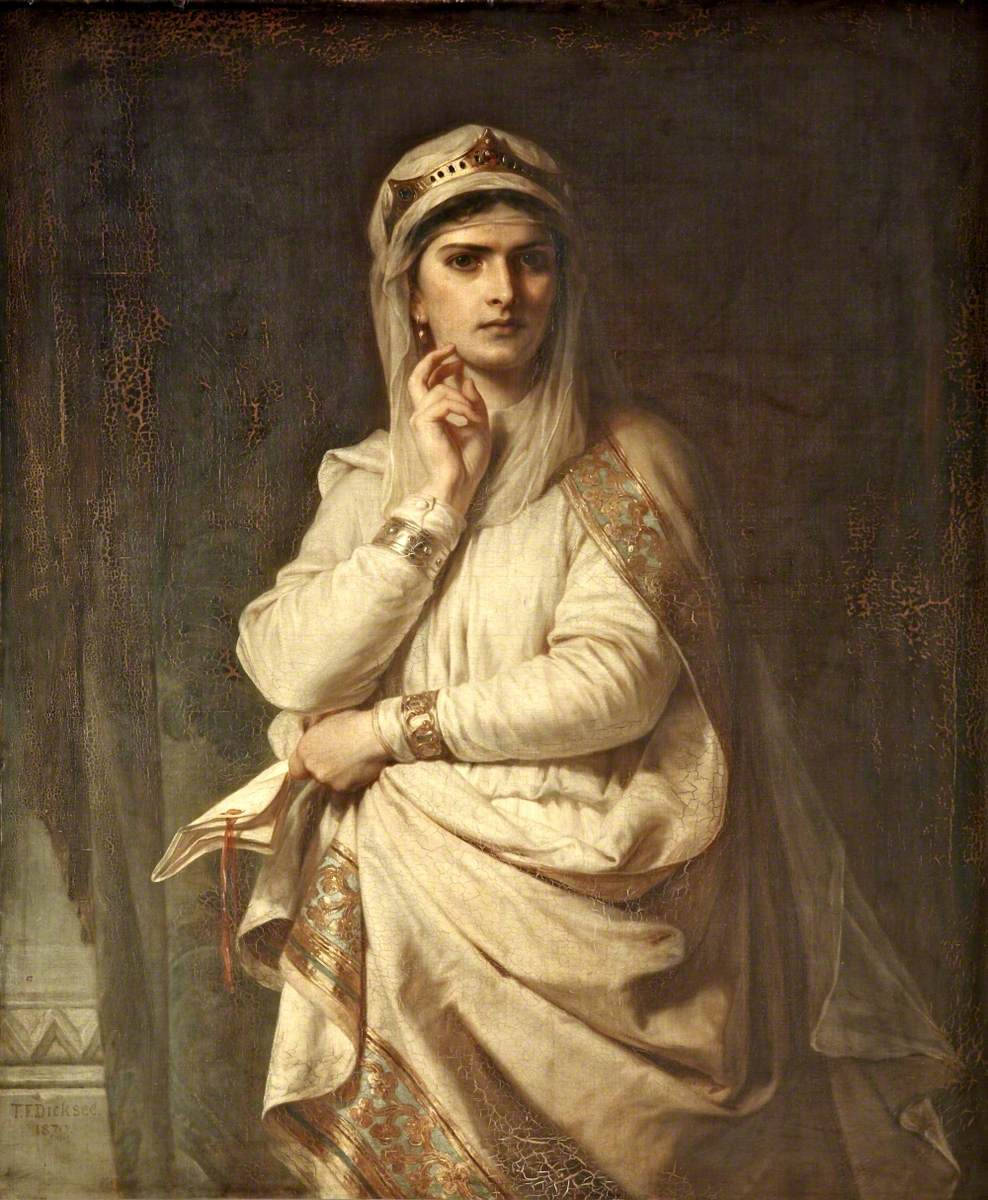
Леди Макбет 1870, Художественная галерея Уокер, Ливерпуль, Англия
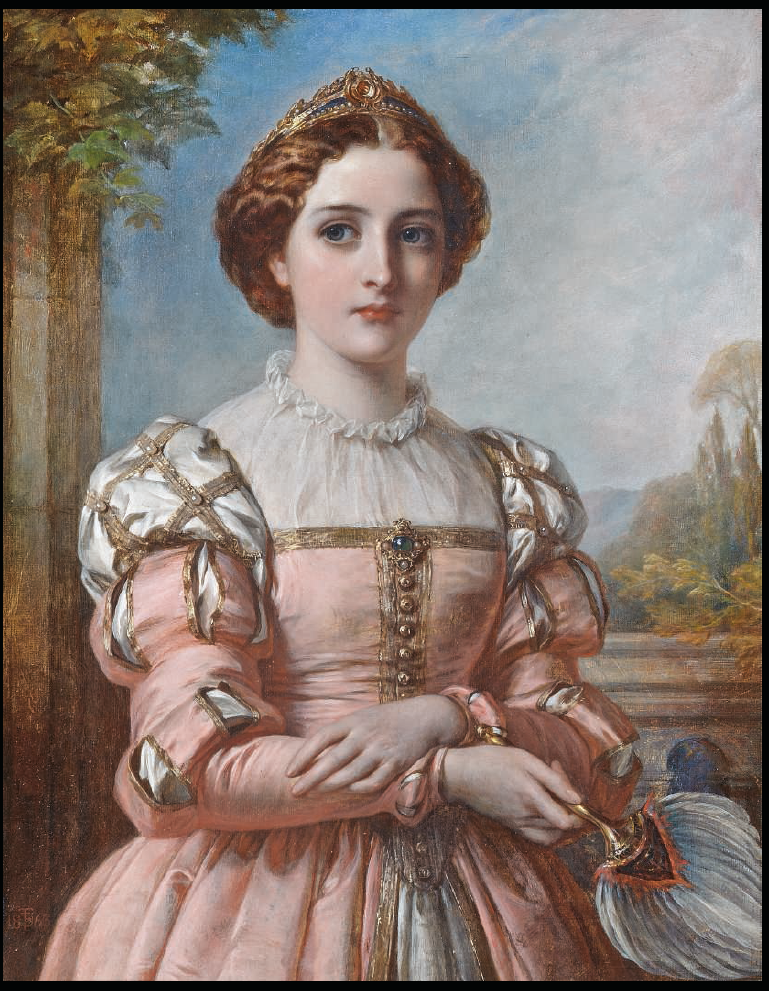
Беатриче